# Fanie Eloff
Stephanus Johannes Paulus "Fanie" Eloff, (1885-1947) fue el sexto hijo y segundo hijo varón de  Frederik Christoffel Eloff y Elsie Francina Eloff (nacida Kruger). Se crio junto a su abuelo, el presidente Paul Kruger de la República Sudafricana en la church street de Pretoria.